# 圣克莱尔 (洛特省)
圣克莱尔（法語：Saint-Clair，法語發音：[sɛ̃ klɛʁ] ⓘ）是法国洛特省的一个市镇，位于该省中西部，属于古尔东区。

## 地理
圣克莱尔（44°41'59"N, 1°24'40"E）面积11 平方千米，位于法国奧克西塔尼大區洛特省，该省份为法国西南部内陆省份，北起顺时针与科雷兹省、康塔爾省、阿韦龙省、塔恩-加龙省、洛特-加龍省和多尔多涅省接壤。
与圣克莱尔接壤的市镇（或旧市镇、城区）包括：孔科雷斯、古尔东、圣沙马朗、圣西尔克-苏亚盖。

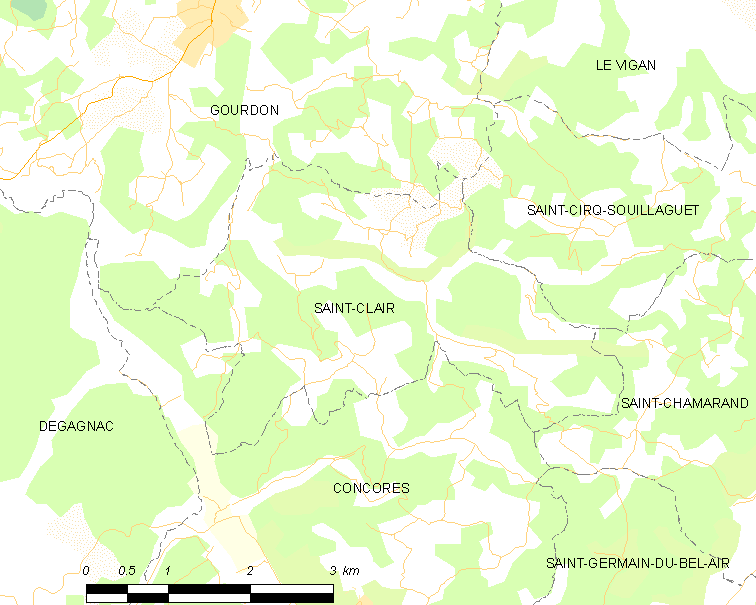
的OSM定位图

圣克莱尔的时区为UTC+01:00、UTC+02:00（夏令时）。

## 行政
圣克莱尔的邮政编码为46300，INSEE市镇编码为46259。

## 政治
圣克莱尔所属的省级选区为古尔东县。

## 人口

1962-2008年间人口变化图示

圣克莱尔于2022年1月1日时的人口数量为141人。